# Ambasada Japonii w Polsce

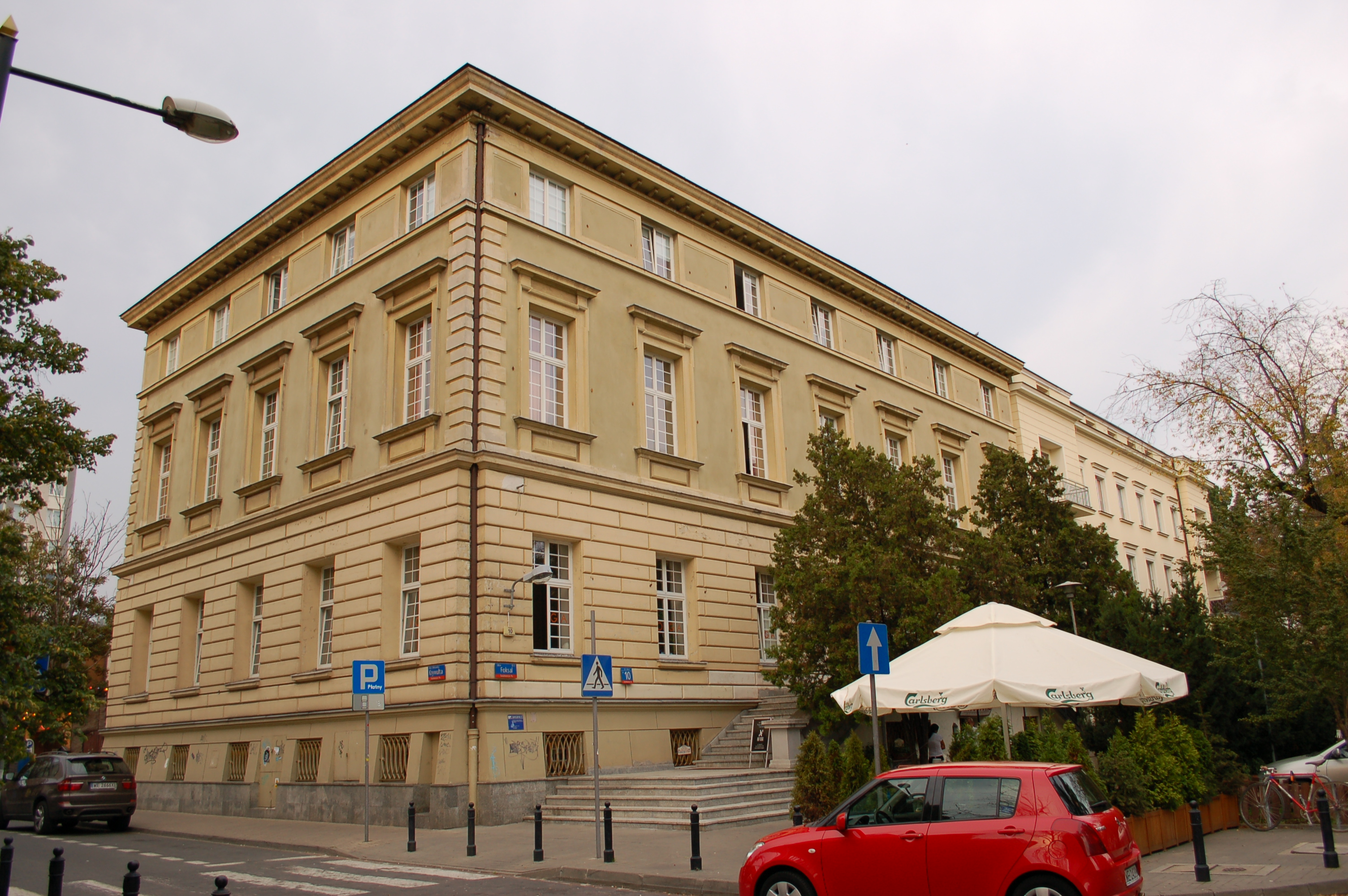
Pałac Marii Przeździeckiej, dawna siedziba Poselstwa/Ambasady Japonii przy ul. Foksal (1925–1939), zdj. z 2011

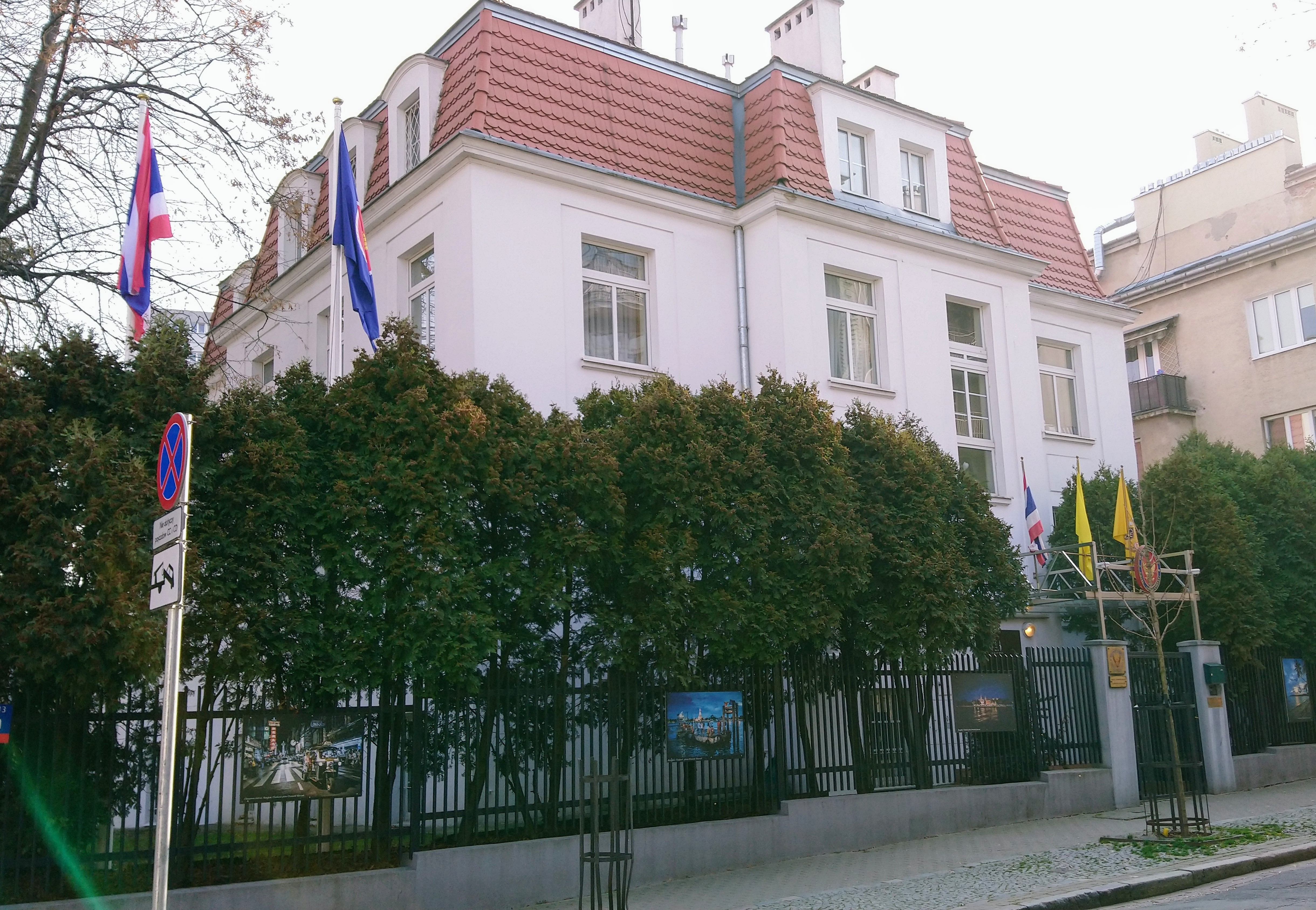
Dawna siedziba Ambasady Japonii przy ul. Willowej (1959–1993)

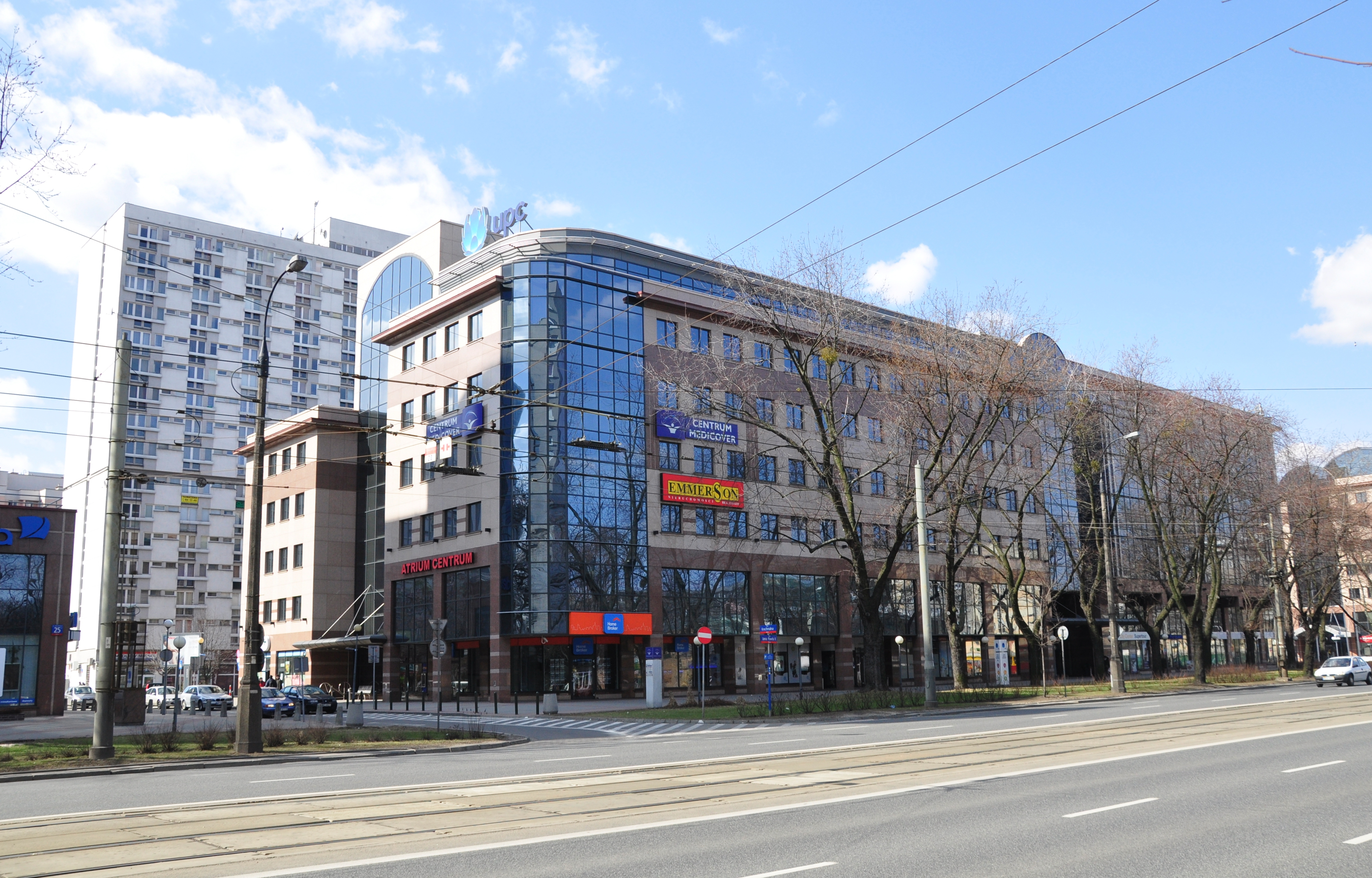
Dawna siedziba Ambasady Japonii w al. Jana Pawła II (2000)

Ambasada Japonii w Polsce (jap. 在ポーランド日本国大使館 zai-Pōrando Nihon-koku Taishikan) – japońska placówka dyplomatyczna, znajdująca się w Warszawie przy ul. Szwoleżerów 8.

## Podział organizacyjny
- Sekcja Polityczna
- Sekcja Konsularna
- Sekcja Ekonomii i Współpracy Gospodarczej
  - Japoński Ośrodek Handlu Zagranicznego, przedstawicielstwo Japońskiej Organizacji Handlu Zagranicznego JETRO (jap. 日本貿易振興機構 Nihon Bōeki Shinkōkikō), Spektrum Tower, ul. Twarda 18 (1975)[3]
- Centrum Informacji i Kultury, Dom Dochodowy, al. Ujazdowskie 51 (2004)
- Szkoła Japońska przy Ambasadzie Japonii (jap. ワルシャワ日本人学校), ul. Kormoranów 7 (1978)

## Siedziba

### Okres międzywojenny
Polska i Japonia nawiązały stosunki dyplomatyczne w 1919; Japonia otworzyła w Warszawie Misję Wojskową, podnosząc jej rangę do poselstwa w 1921. W latach 1921–1941 konsulat, a następnie misja tego państwa w Warszawie funkcjonowały m.in. przy ul. Zielnej 45 (1919), obecnie nie istnieje, poselstwo w domu Szelechowa w al. Róż 2 (1921), w pałacu Marii Przeździeckiej z 1890 przy ul. Foksal/Pierackiego 10 (1923-1939), w którym w okresie powojennym mieścił się Dom Radzieckiej Nauki i Kultury (ros. Дом советской науки и культуры) (1962-2004). W 1937 podniesiono rangę przedstawicielstwa do ambasady.
Do jesieni 1930 posłem Japonii w Polsce był Hajime Matsushima, następnie przez dziewięć miesięcy obowiązki pełnił chargé d’affaires Watanabe, a od lipca 1931 do sierpnia 1933 posłem nadzwyczajnym i ministrem pełnomocnym Japonii w Polsce był Hiroyuki Kawai.

### Okres po II wojnie światowej
Po II wojnie światowej stosunki dyplomatyczne wznowiono w 1957 po podpisaniu układu o przywróceniu normalnych stosunków między Japonią a Polską Rzeczpospolitą Ludową. Ambasada mieściła w Grand Hotelu przy ul. Kruczej 28 (1958), przy ul. Willowej 7 (1959-1993), w obiekcie z 1930 przy ul. Grażyny 11 (1996) oraz w kompleksie biurowym Atrium International Business Center z 1995 (proj. Biuro Projektów Kazimierski i Ryba) w al. Jana Pawła II 23 (2000). W 2000 władze japońskie otworzyły nową siedzibę (proj. Ingarden & Ewý Architekci, Ishimoto Architects) przy ul. Szwoleżerów 8.
Centrum Informacji i Kultury Japonii w Warszawie utworzono w 1994, lokując w al. Jana Pawła II 23. Od 2004 mieści się w Domu Dochodowym, w Alejach Ujazdowskich 51.
Ambasador rezydował przy ul. Morskie Oko 3 (1964–1966).